# Nienstedtener Kirche

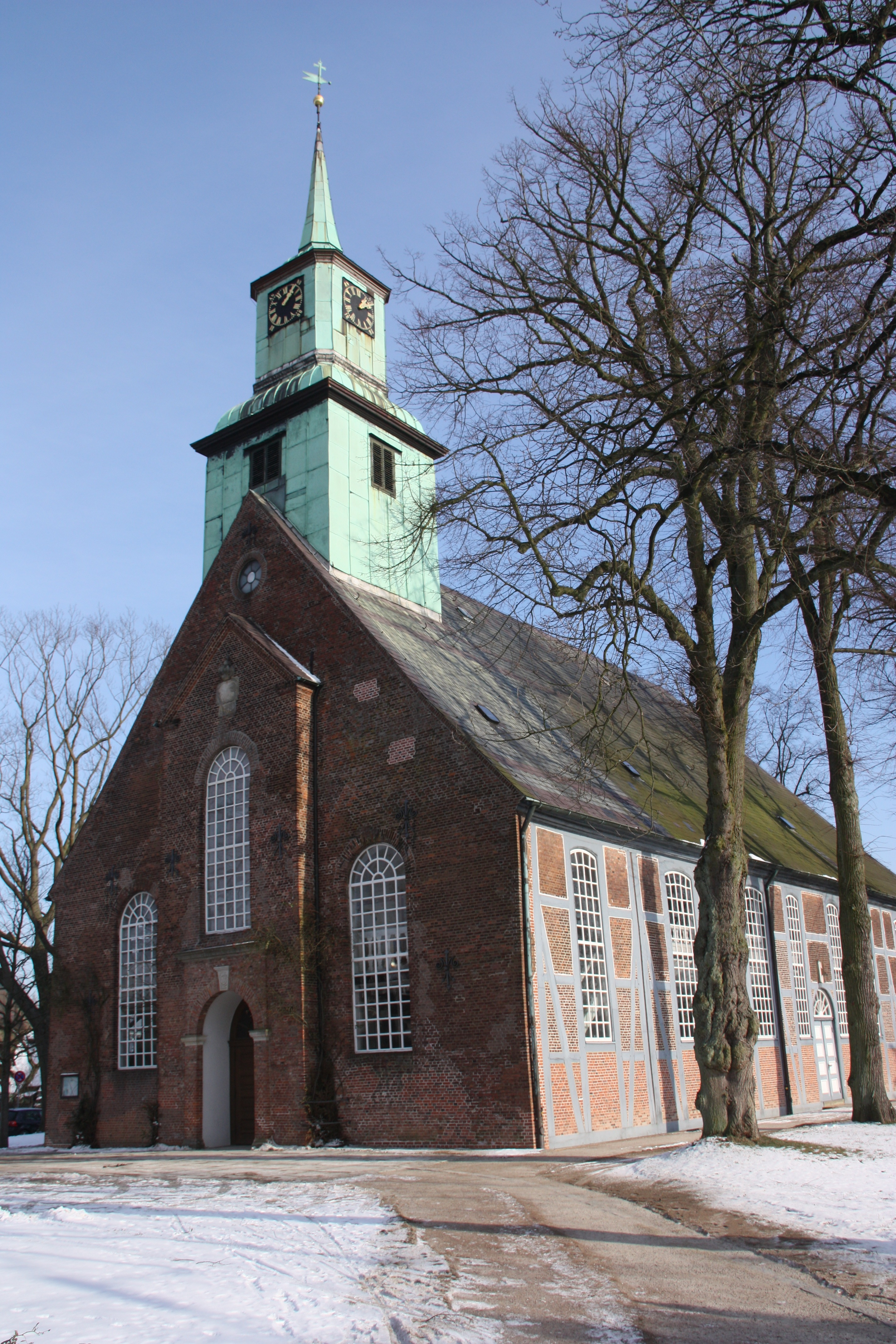
Ansicht von Südwesten

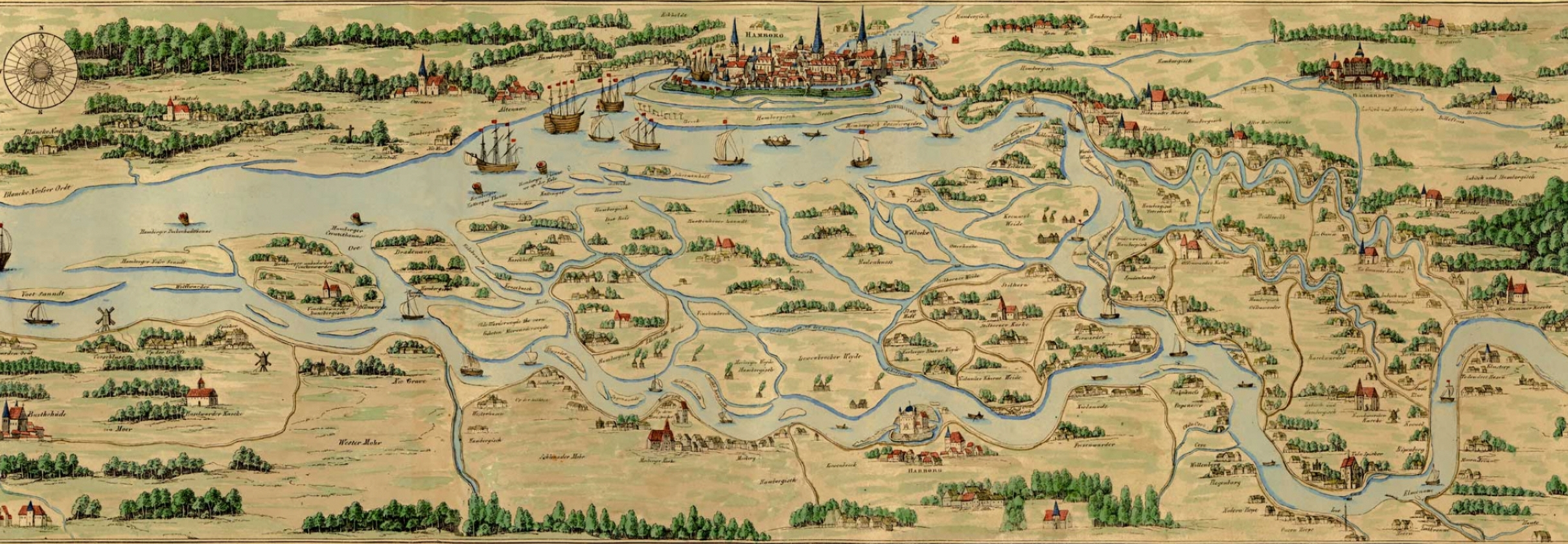
Ausschnitt aus der Elbkarte nach Melchior Lorichs von 1568

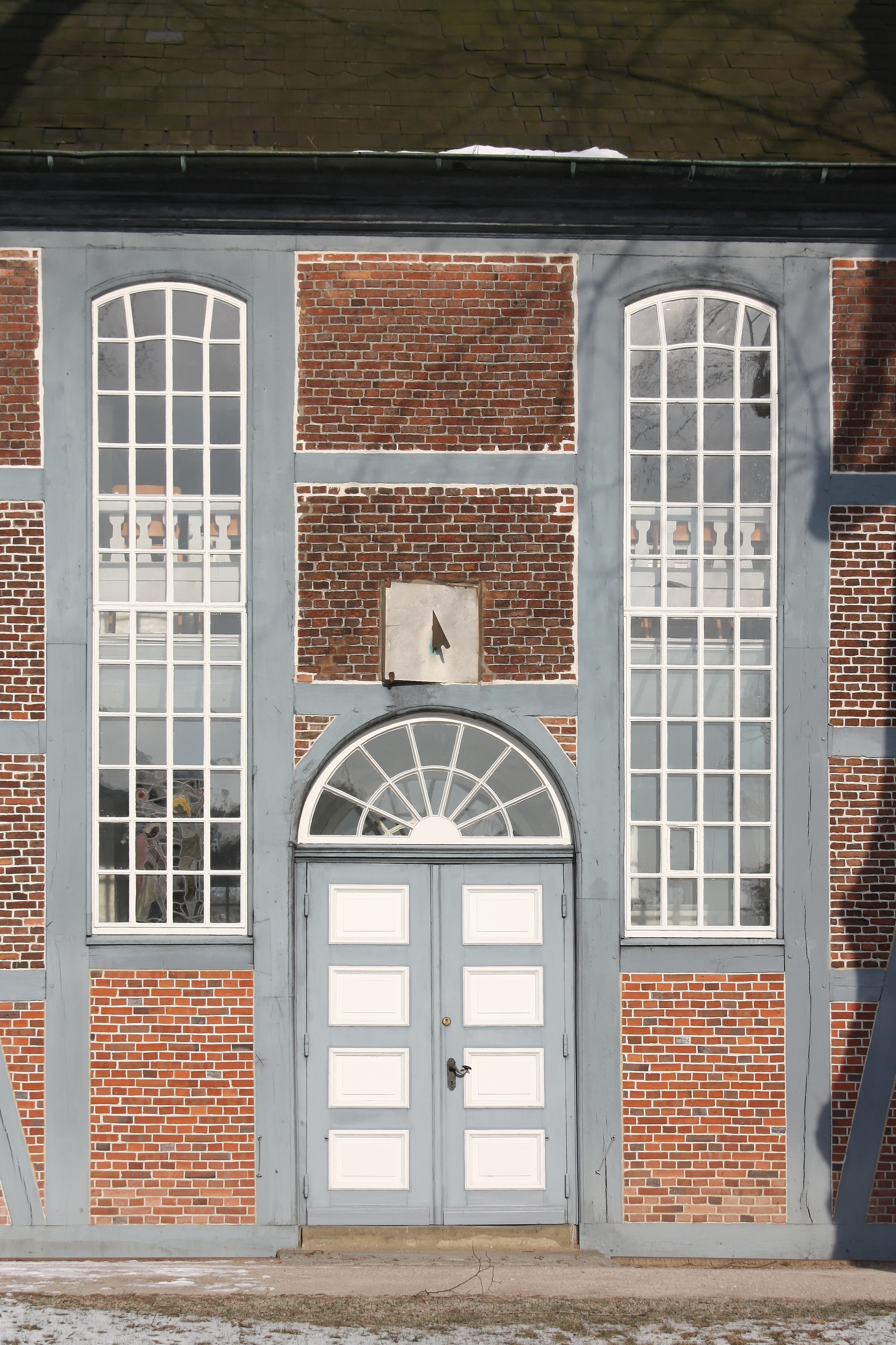
Tür in der Südwand mit einfacher Sonnenuhr

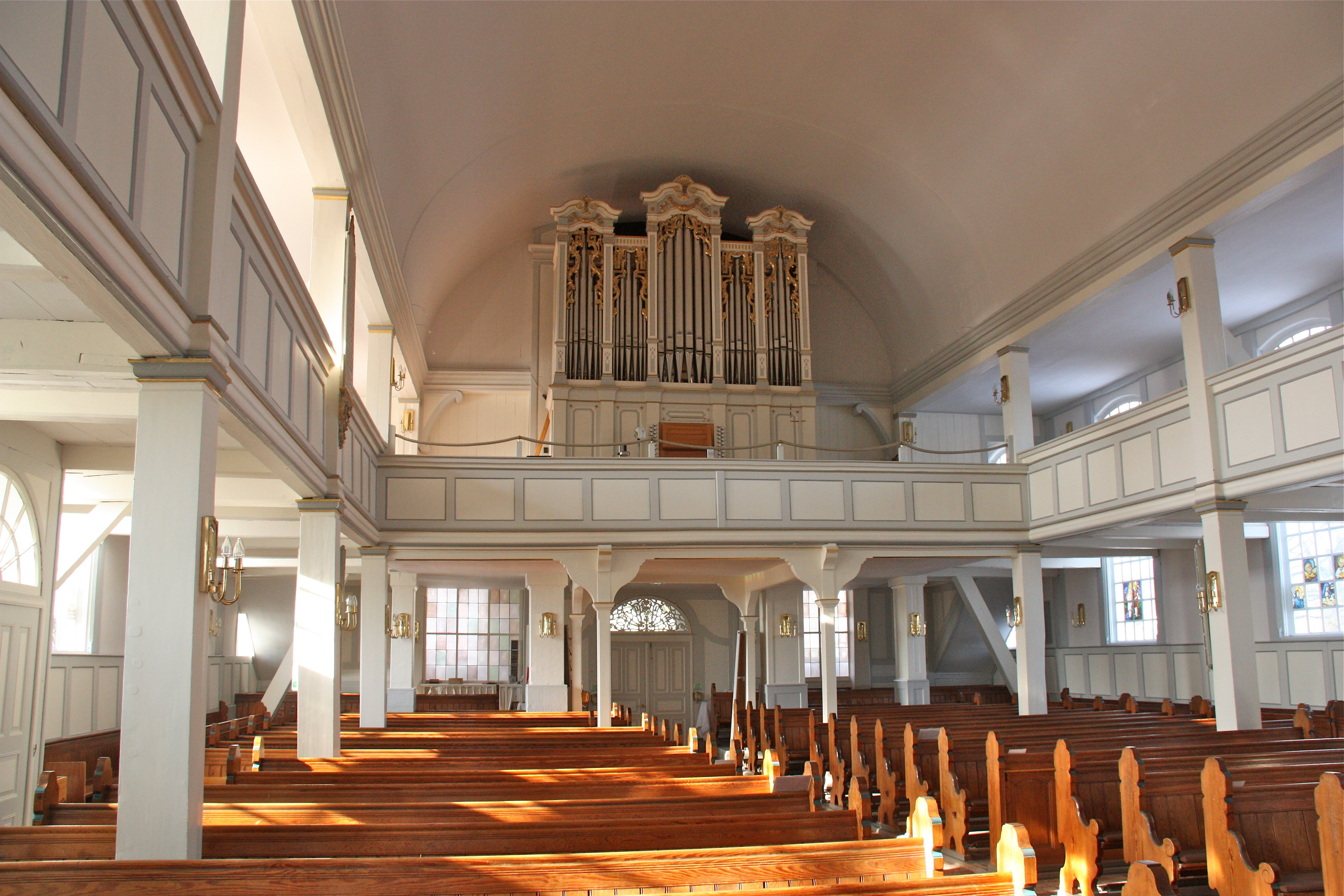
Innenraum mit Orgel

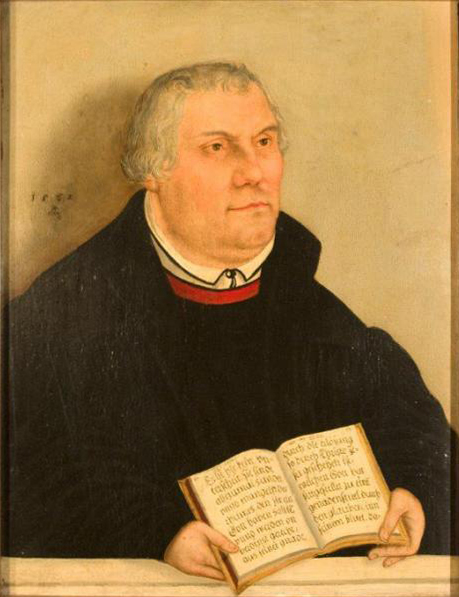
Martin Luther

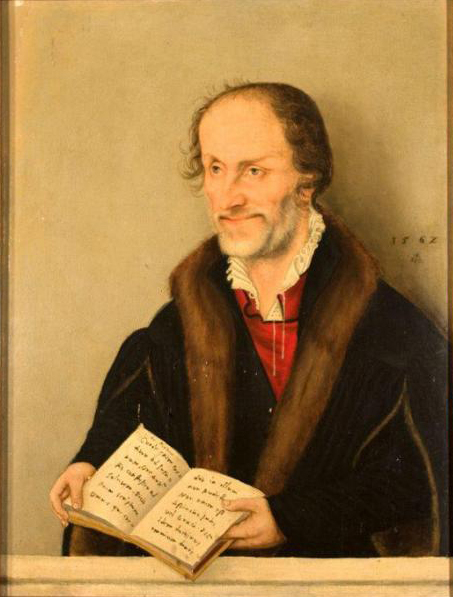
Philipp Melanchthon

Die evangelisch-lutherische Nienstedtener Kirche ist die zentrale Kirche des Hamburger Stadtteils Nienstedten. Sie liegt zwischen Elbchaussee und Hasselmannstraße und damit nur wenige hundert Meter Luftlinie vom Elbufer entfernt. Die Kirche ist eine für den norddeutschen Raum typische und sehr gut erhaltene Barockkirche mit einer sehenswerten Ausstattung.

## Geschichte des Gebäudes
Das heutige Gebäude, zu dessen Einweihung am 16. Mai 1751 Georg Philipp Telemann seine Kantate Zerschmettert die Götzen komponierte und die Aufführung selbst leitete, ist der sechste Kirchenbau seit der ersten urkundlichen Erwähnung des „Kerspel Nigenstede“ (Kirchspiel Nienstedten) im Jahr 1297.
Über die Vorgängerkirchen ist nur soviel bekannt, dass sie näher zur Elbe standen und Sturmfluten und Uferabbrüchen stärker ausgesetzt waren. Die ältesten Abbildungen auf Karten stammen von 1568 und 1588. 1748 erteilte der dänische König Friedrich V. als Herzog von Holstein die Baugenehmigung für den heutigen Fachwerkbau, der 1750/51 auf dem höher gelegenen Geestrücken erstellt wurde. Das Spiegelmonogramm des Königs ist unter anderem an der Westfassade der Kirche und im Oberlicht der inneren Eingangstür zu sehen.
Der Bau wurde nach den Entwürfen des Landesbaumeisters Otto Johann Müller und des Tischlermeisters Johannes Balthasar Hannemann errichtet. Das Kirchenschiff ist in Fachwerkbauweise mit massiv gemauertem Turmkörper und hölzernem Dachstuhl und Turmkonstruktion errichtet. Der Innenraum der Kirche kann als Saalbau beschrieben werden, erhält durch die umlaufenden Emporen, deren Stützen bis unter das Deckengesims reichen, jedoch viele Elemente einer Hallenkirche. Diese Stützen tragen über einem profilierten Gesims das hölzerne Korbbogengewölbe des Mittelraumes und gleichzeitig an der Süd- und Nordseite die durchlaufenden Emporen. Die Empore im Westen war ursprünglich zweigeschossig mit der Orgel auf der oberen Empore. 1905 wurde die obere Empore abgerissen und die neue Orgel auf der unteren Empore aufgestellt.
An Nord- und Südseite befinden sich jeweils vier Lauben (auch „Betstühle“ genannt) in schlichten Formen mit holzvergitterten Fensteröffnungen und profiliertem Gesims. Die größte dieser Lauben an der Nordseite neben dem Altar dient heute als Sakristei.
Die Kirche war früher von einem Friedhof umgeben, der jedoch 1814 durch den heutigen Nienstedtener Friedhof abgelöst wurde.

## Ausstattung
Die heutige Ausstattung stammt im Wesentlichen aus der Erbauungszeit der Kirche, davon sind erwähnenswert der Kanzelaltar, sowie das Gestühl auf den Emporen mit eingeschnittenen Familiennamen des 18. und 19. Jahrhunderts. Heute besitzt die Kirche ein Bronzetaufbecken der Bildhauerin Ursula Querner aus dem Jahr 1967. Der Altar wurde 1994 umfangreich renoviert und dabei der barocke Zustand weitgehend wiederhergestellt.
Von der früheren Ausstattung sind in Nienstedten noch ein Abendmahlskelch von 1420, der in ständigem Gebrauch ist, und ein Exemplar des Messbuches zur Einführung einer neuen Gottesdienstordnung im Hamburger Domkapitel von 1509 erhalten. Das Original eines Altarreliefs „Anbetung der Hirten“ aus einer Vorgängerkirche befindet sich in Museumsbesitz im Schloss Gottorf in Schleswig, ein Gipsabdruck hängt seit dem 250-jährigen Kirchenjubiläum im Mai 2001 als Leihgabe des Altonaer Museums im Altarraum der Kirche.
Das älteste noch erhaltene Stück der Kirche ist ein Bronzetaufkessel aus dem 13. Jahrhundert. Dieser ging 1896 in den Besitz der Tochtergemeinde in Blankenese über, als diese eine eigene Kirche baute.
Der Innenraum wirkt großzügig, hell und offen. Die Dekoration ist zurückhaltend, so dass sich der Blick auf den Altar konzentrieren kann. In dem Altar wurde 1843 das Ölgemälde Das letzte Abendmahl von Heinrich Stuhlmann eingefügt, das von dem Kaufmann Joachim Lorenz de la Camp (1781–1864) gestiftet wurde. Als Vorlage für das Gemälde diente Leonardo da Vincis Wandgemälde Das Abendmahl. Die heute vorhandenen Glasfenster stammen aus der zweiten Hälfte des 20. Jahrhunderts und wurden mit einer Renovierung des Innenraums nach dem Zweiten Weltkrieg eingebaut. Dank einer privaten Schenkung beherbergt die Kirche seit dem 15. September 2012 ein Bilderpaar der Reformatoren Martin Luther und Philipp Melanchthon von Lucas Cranach dem Jüngeren aus dem Jahre 1562.

## Glocken

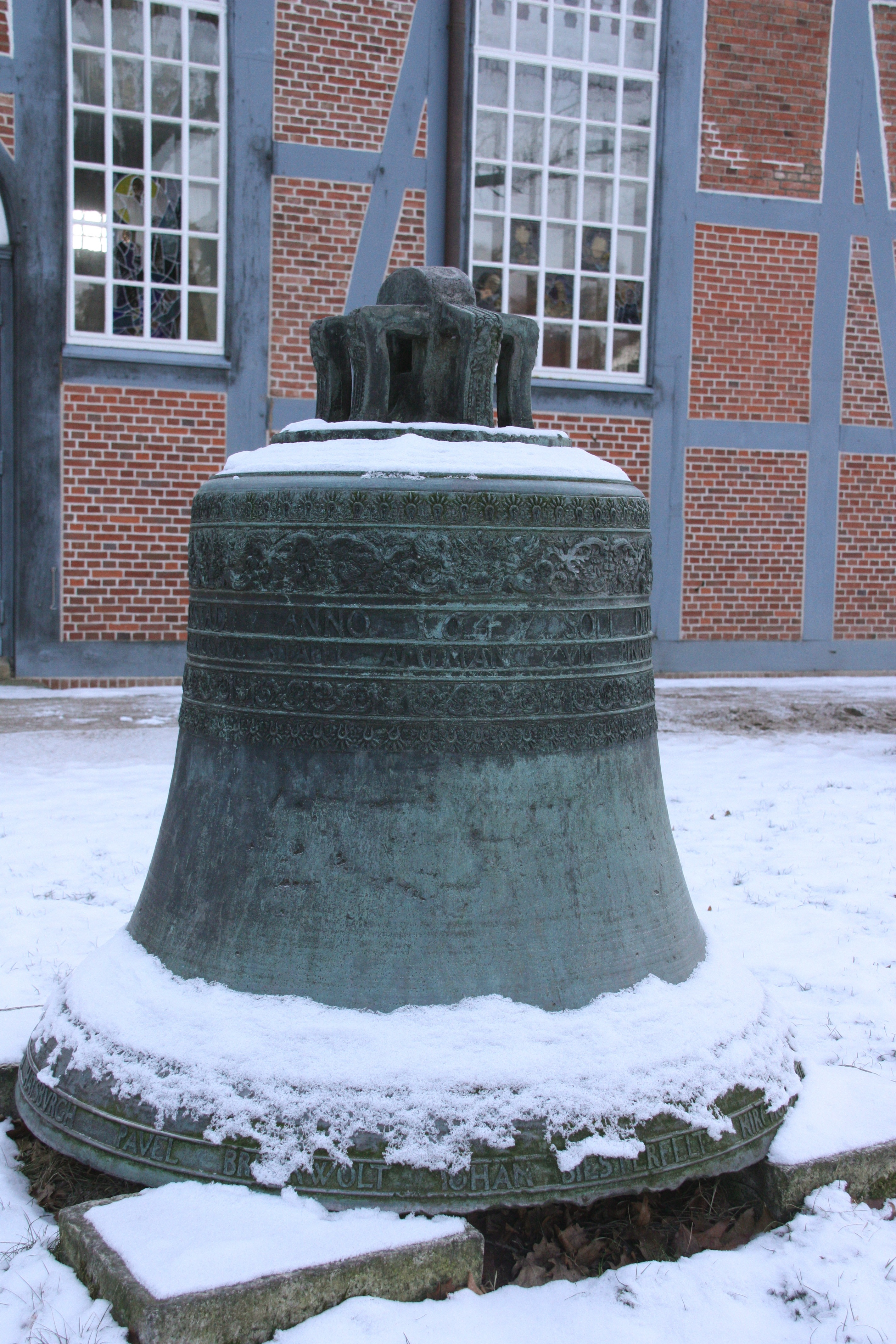
Glocke im Außenbereich

Die Kirche besitzt im Turm drei Glocken. Die neueren stammen aus den Jahren 1955 und 1962. Von der ältesten noch verwendeten Glocke ist das genaue Alter nicht bekannt, sondern nur das Jahr 1707, in dem sie wegen „Klanglosigkeit“ umgegossen wurde. Diese Glocke trägt die Inschrift Ich läute zum Gebet, zur Predigt und zur Leichen, ich melde Feuer und Krieg und gebe Friedenszeichen.
An der Nordseite der Kirche steht als Denkmal die älteste der erhaltenen Glocken, 1647 in Glückstadt gegossen. Sie hat durch einen Sprung ihren Klang verloren.

## Instandsetzungen nach 1998
Bei Verstärkungsarbeiten für den Einbau einer neuen Orgel waren im Jahr 1998 deutliche statische Mängel und eine Verformung der Fachwerkswände aufgefallen. Im Jahre 2004 erfolgte zuerst eine umfangreiche Schadenserfassung, mit der Ausführung der Sanierung wurde im Mai 2005 unter der Leitung des Architekturbüros Alk Friedrichsen begonnen. Die notwendigen Arbeiten stellten sich schnell als weitaus umfangreicher heraus als zuerst angenommen und beschränkten sich nicht nur auf beschädigte Holzteile, sondern mussten auf die Fundamente und die gesamte Turmkonstruktion ausgedehnt werden. Diese bisher größte Sanierung in der Geschichte der Kirche konnte im Jahre 2007 abgeschlossen werden.
Wegen des erhalten gebliebenen Charakters einer Dorfkirche gehört die Kirche heute zu den beliebtesten Hochzeitskirchen im Hamburger Westen.

## Öffnungszeiten
Die Kirche ist an Sonn- und Feiertagen nach dem Gottesdienst bis 16:00 Uhr (im Winterhalbjahr bis 15:00 Uhr) zur Besichtigung und stillen Einkehr geöffnet.

## Orgel

### Vorgänger der heutigen Orgel
Die Kirche besaß ursprünglich eine Arp-Schnitger-Orgel, 1680 für die Vorgängerkirche gebaut, in den Neubau übernommen und im Laufe der Zeit baulich stark verändert. Man ersetzte sie 1905/1906 durch einen Neubau der Firma Marcussen an dem ebenfalls beständig Veränderungen und Modernisierungen vorgenommen wurden. Der bis heute erhaltene Orgelprospekt aus dem Jahre 1906 stammt von Fernando Lorenzen.

### Die heutige Mühleisen-Orgel
Ende der 1990er-Jahre fiel die Entscheidung, die Marcussen-Orgel nicht weiter zu modernisieren, sondern durch einen kompletten Neubau zu ersetzen. Am 6. Mai 2001 wurde die neue Orgel der Orgelbaufirma Mühleisen (Leonberg/Württemberg) eingeweiht. Die Disposition des Instrumentes orientiert sich am süddeutschen Orgelbau. Wie schon die vorletzte Orgel verfügt auch diese wieder über einen Zimbelstern, der heutige besteht aus 8 gegossenen Schalenglocken, die durch Wind angetrieben werden und sich im Orgelinneren befinden.
Die Disposition der Mühleisen-Orgel lautet:
| I Hauptwerk C–g3 |              |       |
| 1.               | Bourdon      | 16′   |
| 2.               | Prinzipal    | 8′    |
| 3.               | Gedackt      | 8′    |
| 4.               | Gamba        | 8′    |
| 5.               | Unda maris   | 8′    |
| 6.               | Oktave       | 4′    |
| 7.               | Spitzflöte   | 4′    |
| 8.               | Quinte       | 2 ⁄3′ |
| 9.               | Superoktave  | 2′    |
| 10.              | Mixtur IV-VI | 1 ⁄3′ |
| 11.              | Trompete     | 8′    |
| 12.              | Cornett V    | 8′    |

| II Schwellwerk C–g3 |                      |        |
| 13.                 | Prinzipal            | 8′     |
| 14.                 | Bourdon              | 8′     |
| 15.                 | Salicional           | 8′     |
| 16.                 | Voix celeste         | 8′     |
| 17.                 | Aeoline              | 8′     |
| 18.                 | Fugara               | 4′     |
| 19.                 | Flûte okt.           | 4′     |
| 20.                 | Nazard               | 2 ⁄3′  |
| 21.                 | Doublette            | 2′     |
| 22.                 | Tierce               | 1 3⁄5′ |
| 23.                 | Mixtur V             | 2′     |
| 24.                 | Basson               | 16′    |
| 25.                 | Trompette harmonique | 8′     |
| 26.                 | Hautbois             | 8′     |
| 27.                 | Clairon              | 4′     |
|                     | Tremulant            |        |

| Pedal C–f1 |           |     |
| 28.        | Subbaß    | 16′ |
| 29.        | Oktavbaß  | 8′  |
| 30.        | Flûte     | 8′  |
| 31.        | Violonbaß | 8′  |
| 32.        | Oktave    | 4′  |
| 33.        | Posaune   | 16′ |
| 34.        | Trompete  | 8′  |

- Zimbelstern
- Koppeln: II/I, I/P, II/P, II/II 16′, II/P 4′
- Spielhilfen: Mechanische Spieltraktur, elektronische Setzeranlage 64-fach

## Fotografien und Karte
Koordinaten: 53° 33′ 4,9″ N, 9° 50′ 33,8″ O

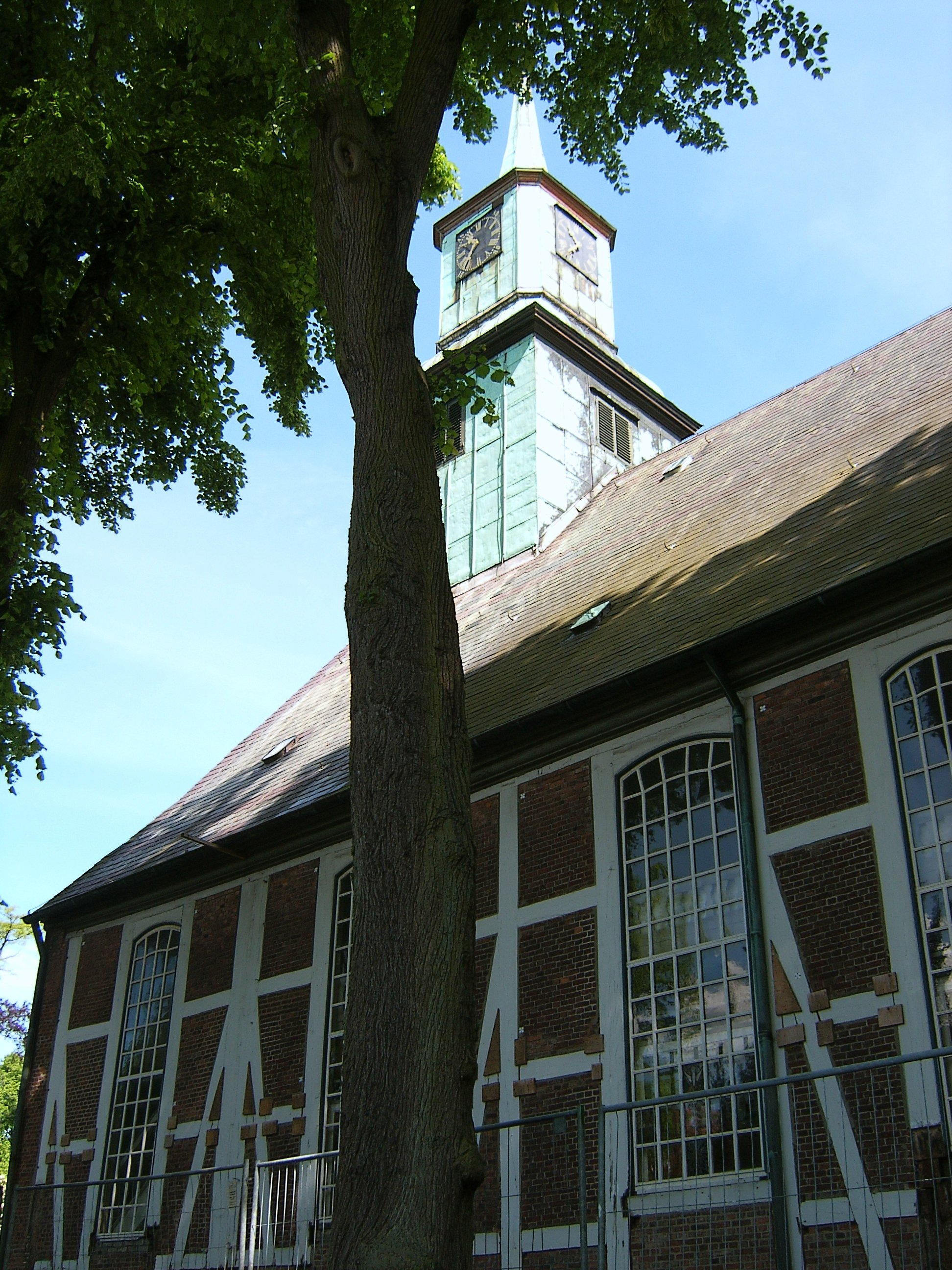
Ansicht von Südosten
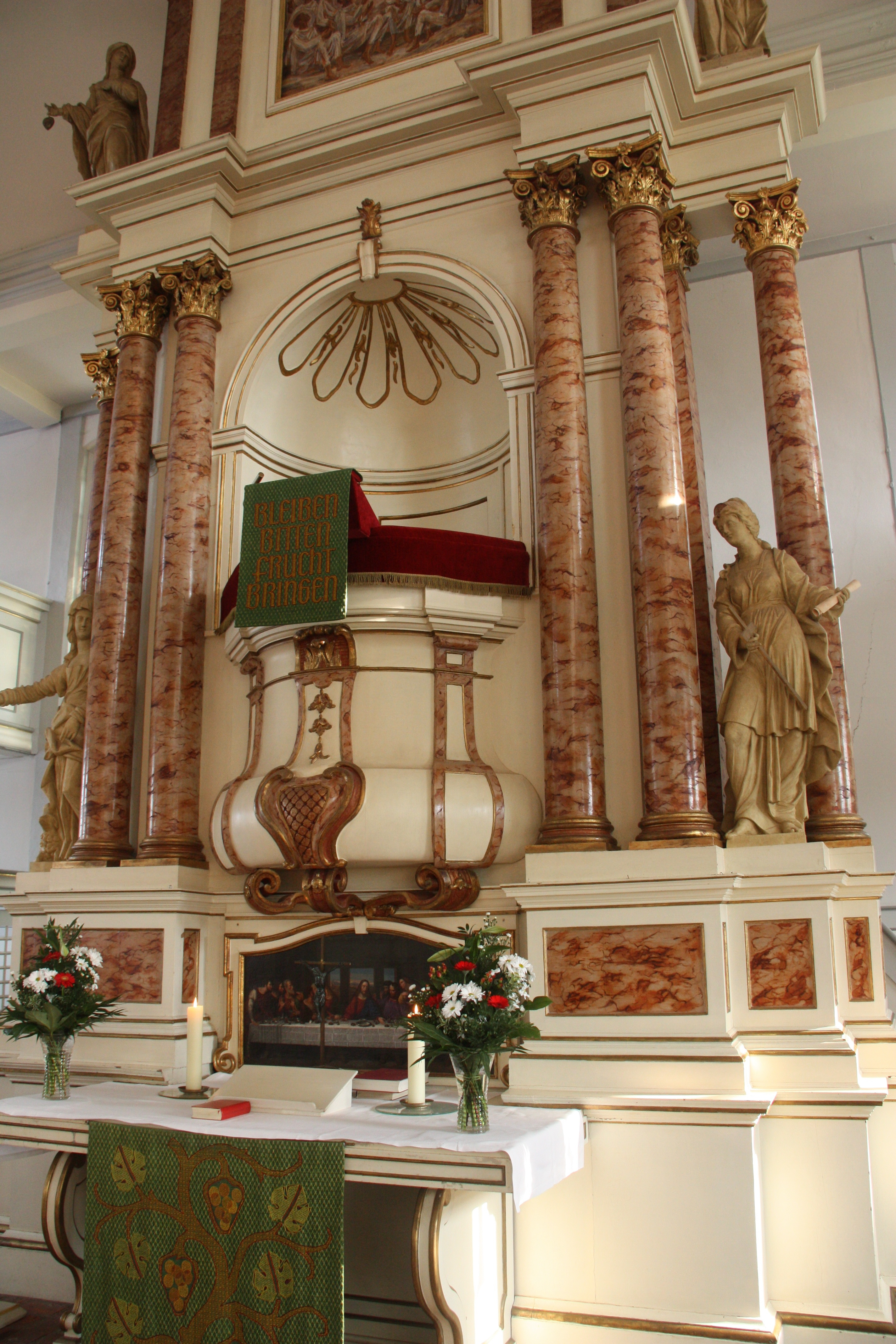
Kanzelaltar mit Gemälde Das letzte Abendmahl von Heinrich Stuhlmann
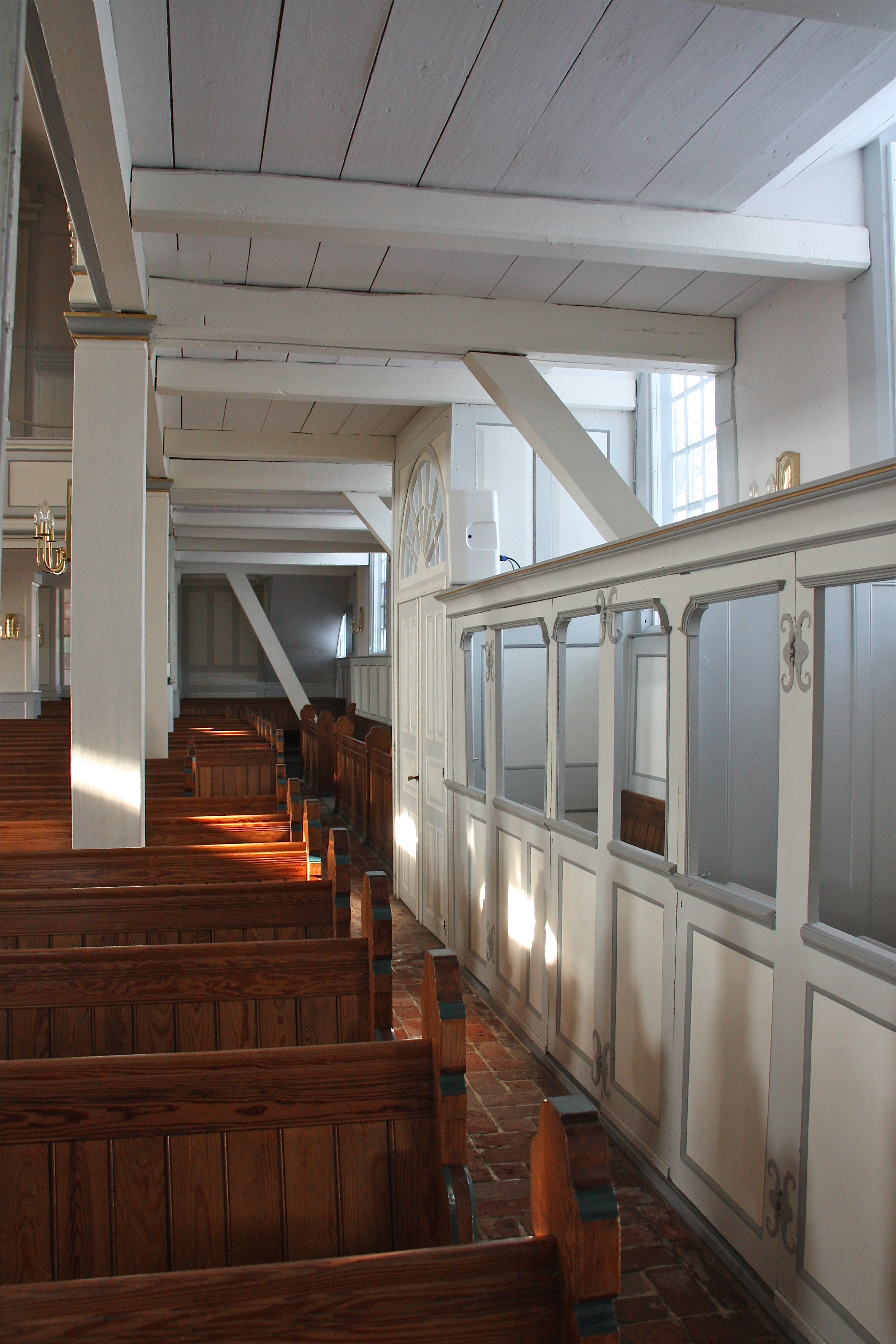
Innenraum Seitengänge
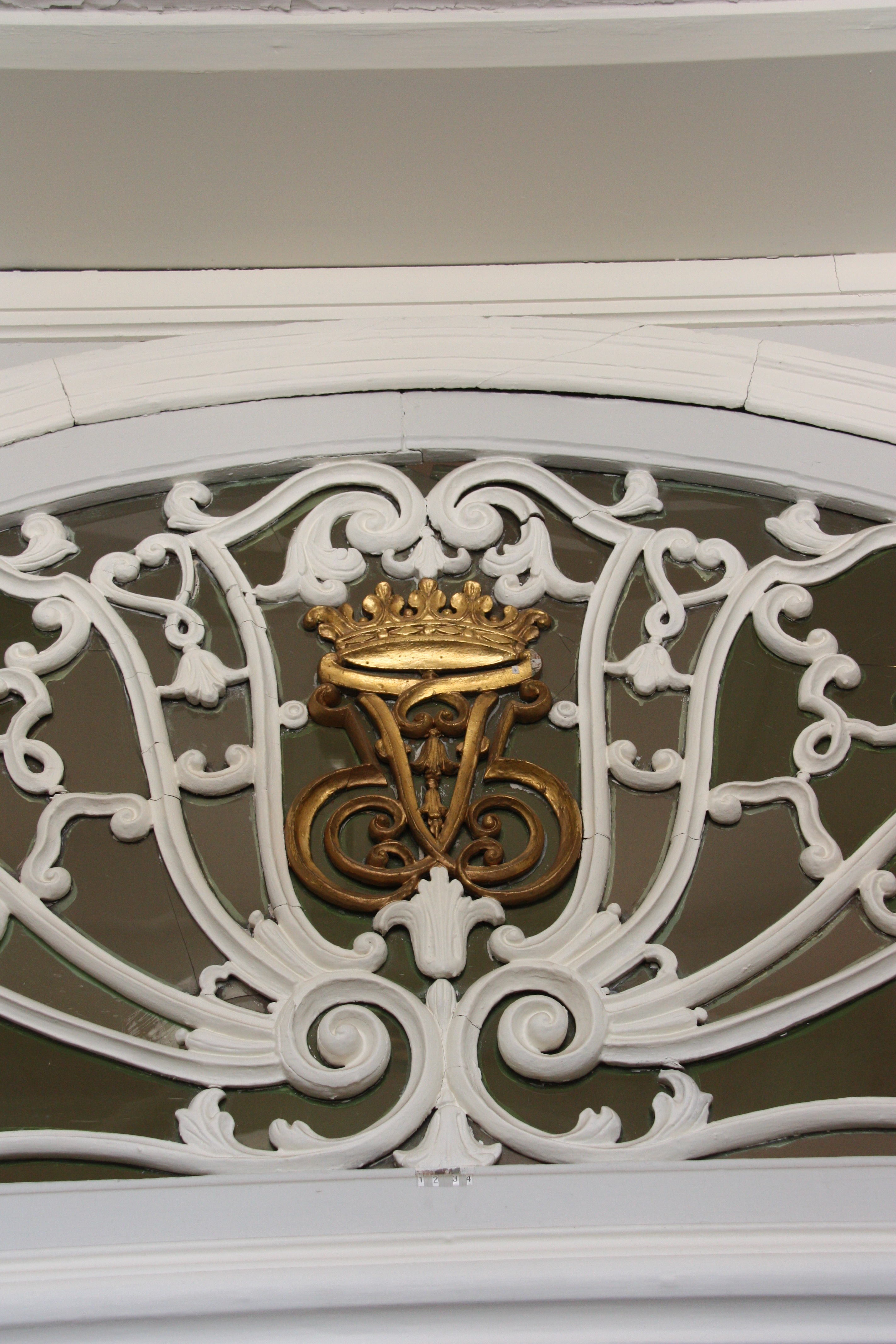
Königliches Monogramm über dem Eingang
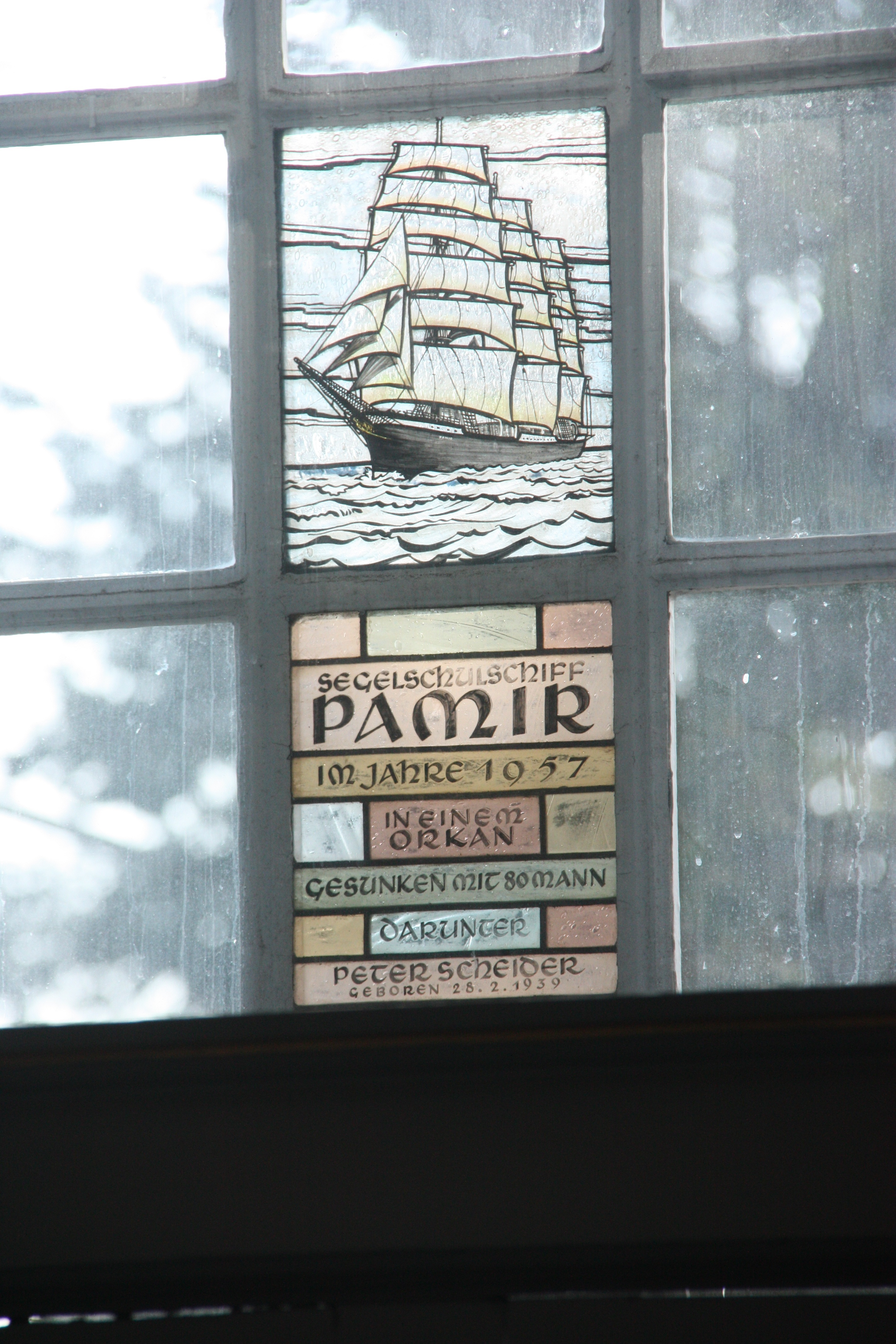
Glasfenster zur Erinnerung an den Untergang der Pamir